# Nicholas Magallanes
Nicholas Magallanes (Santa Rosalia de Camargo, 27 novembre 1922 – North Merrick, 2 maggio 1977) è stato un danzatore statunitense.
È stato ballerino principale e membro fondatore del New York City Ballet. Insieme a Francisco Moncion, Maria Tallchief e Tanaquil Le Clercq, Magallanes era tra il gruppo principale di ballerini con cui George Balanchine e Lincoln Kirstein formarono la Ballet Society, l'immediato predecessore del New York City Ballet.

## Primi anni e formazione
Magallanes nacque a Santa Rosalia de Camargo, ora conosciuta come Camargo City, nella parte orientale dello stato messicano di Chihuahua. Si trasferì con i suoi genitori negli Stati Uniti quando aveva cinque anni, prima nel New Jersey e poi nel Lower East Side di New York. All'età di sedici anni, fu notato al New York Boys' Club in East Tenth Street da Pavel Tchelitchev, che lo raccomandò a Lincoln Kirstein come studente borsista alla neonata School of American Ballet. Era un giovane avvenente, con un aspetto latino scuro e un fisico forte e muscoloso; fece un'audizione per Balanchine e fu accettato nella scuola nel 1938. Sotto la guida di Balanchine e Pierre Vladimiroff, iniziò presto a essere promettente come artista. Apparve per la prima volta sul palco nella produzione dell'American Ballet Caravan di A Thousand Times Neigh, un tributo all'automobile, al padiglione Ford alla Fiera mondiale di New York del 1939. Inizia così la sua associazione permanente con le compagnie di Balanchine e Kirstein.

## Carriera professionale
Nel 1940, Magallanes ballò per un breve periodo con il Littlefield Ballet, diretto da Catherine Littlefield e fece un tour in Sud America l'anno successivo con l'American Ballet Caravan. Tornato negli Stati Uniti, apparve a Broadway in balletti di Balanchine in due spettacoli musicali, The Merry Widow (1943) e Song of Norway (1944). A Broadway è anche apparso nelle danze di Ruth Page in Music in My Heart (1947). In precedenza nel decennio si esibì in La Vie Parisienne (1942) con la musica di Jacques Offenbach. Ballò poi con il Ballet Russe de Monte Carlo (1943-1946), quando Balanchine era maestro di balletto e con la Ballet Society (1946-1948). Durante questo periodo ha collaborato con Balanchine per creare diversi ruoli tra cui: Il Poeta in La sonnambula (l'Ombra della Notte), Cleónete in Le Bourgeois Gentilhomme e Jean de Brienne in Rajmonda. Dal 1948 fino a poco prima della sua morte, nel 1977, fu ballerino principale con il New York City Ballet.

### Ruoli creati

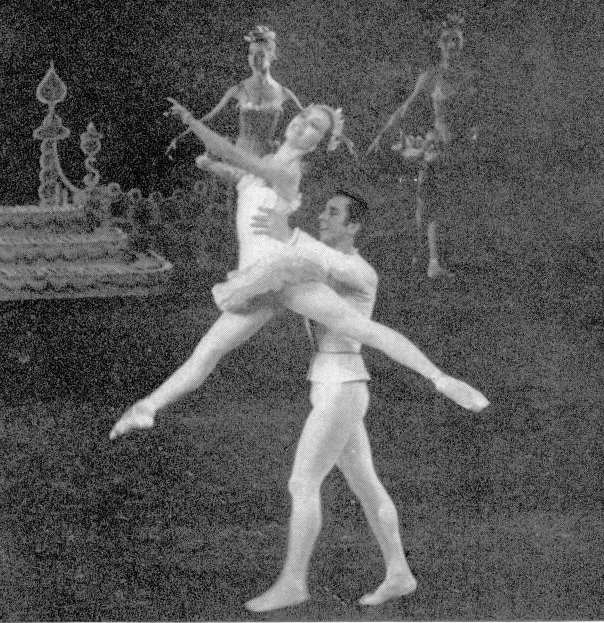
Maria Tallchief e Nicholas Magallanes in "The Nutcracker"

Questa è una lista selezionata. La coreografia è di George Balanchine se non diversamente specificato. La principale fonte di informazioni è il Catalogo Balanchine.
- 1941. Ballet Imperial, più tardi detto Tchaikovsky Piano Concerto No. 2.. Ruolo: solista.
- 1944. Danses Concertantes. Musica di Igor Stravinsky. Ruolo: Pas de trois con Maria Tallchief e Mary Ellen Moylan.
- 1944. Le Bourgeois Gentilhomme. Musica di Richard Strauss. Ruolo: Cléonte.
- 1946. The Night Shadow, anche detto La sonnambula. Musica di Vittorio Rieti, basato su temi di Vincenzo Bellini. Ruolo: Il Poeta.
- 1946. Rajmonda. Balletto in tre atti. Coreografia di Balanvhine e Alexandra Danilova, su precedente di Marius Petipa. Musica di Alexander Glazunov. Ruolo: Jean de Brienne.
- 1948. Symphony in C. Musica di Georges Bizet. Ruolo: Primo movimento, un pas de deux con Maria Tallchief e ensemble.
- 1948. The Triumph of Bacchus e Ariadne. Balletto-Cantata. Musica di Vittorio Rieti. Ruolo: Bacchus.
- 1948. Orpheus. Balletto in tre Scene. Musica di Igor Stravinskij. Ruolo: Orpheus.
- 1949. Bourrée Fantasque. Musica di Emmanuel Chabrier. Ruolo: Preludio, un pas de deux con Maria Tallchief e ensemble.
- 1950. The Fairy's Kiss (Le Baiser de la Fée). Balletto in quattro Scene. Musica di Igor Stravinskij. Ruolo: lo sposo.
- 1950. Sylvia: Pas de Deux. Musica di Léo Delibes. Ruolo, Cavaliere di Maria Tallchief.
- 1950. Illuminations. Coreografia di Frederick Ashton. Musica di Benjamin Britten. Ruolo: The Poet (Arthur Rimbaud).
- 1951. Amahl and the Night Visitors. Opera in un Atto per la Televisione. Coreografia di John Butler. Musica di Gian Carlo Menotti. Ruolo: Un Pastore Danzante.[9][10]
- 1951. La Valse. Musica di Maurice Ravel. Ruolo: Eighth waltz, con Tanaquil Le Clercq.
- 1951. The Cage. Coreografia di Jerome Robbins. Musica di Igor Stravinskij (Concerto in re per archi). Ruolo: The Second Intruder.
- 1951. The Pied Piper. Coreografia di Jerome Robbins. Musica di Aaron Copland. Ruolo: ballerino principale.
- 1954. Opus 34. Musica di Arnold Schönberg. Ruolo: The First Time, con Diana Adams, Patricia Wilde, e Francisco Moncion.
- 1954. Lo schiaccianoci. Balletto Classico in due atti, quattro Scene, e Prologo. Musica di Pyotr Ilyich Tchaikovsky. Ruolo: Cavalier to the Sugar Plum Fairy, danzata da Maria Tallchief.
- 1954.  Western Symphony. Musica di Hershy Kay. Ruolo: Secondo movimento, con Janet Reed e ensemble.
- 1956. Allegro Brillante. Musica di Pyotr Ilyich Tchaikovsky. Ruolo: ballerino principale, con Maria Tallchief.
- 1956. Divertimento No. 15. Musica di Wolfgang Amadeus Mozart. Ruolo: ballerino principale. Allegro, e quinta variazione.
- 1956. The Unicorn, the Gorgon, e the Manticore. Coreografia di John Butler. Musica di Gian Carlo Menotti. Ruolo: The Poet.
- 1957. Square Dance. Musica di Antonio Vivaldi. Ruolo: ballerino principale, con Patricia Wilde e ensemble.
- 1959. Episodes. Musica di Anton von Webern. Ruolo: ballerino principale, con Allegra Kent e ensemble.
- 1960. The Figure in the Carpet. Balletto in cinque Scene. Musica di Georg Friedrich Händel. Ruolo: The Duke
- 1960. Liebslieder Waltzer. Balletto in due Parti. Musica di Johannes Brahms. Ruolo: ballerino principale, con Violette Verdy.
- 1962. A Midsummer's Night Dream. Balletto in due atti e sei Scene. Musica di Felix Mendelssohn. Ruolo: Lysander.
- 1965. Don Chisciotte. Balletto in tre atti. Musica di Nicolas Nabokov. Ruolo: Duke.

### Altri ruoli
Oltre ai numerosi ruoli originali che creò, Magallanes ha ballato in quasi tutti i balletti del repertorio del Balletto di New York City. Era strettamente attaccato alla Serenata, al Concerto Barocco e alla Sinfonia in do di Balanchine e ai Quattro Temperamenti. Insieme a Orpheus, con Magallanes nel ruolo del protagonista, il Concerto Barocco e la Sinfonia in do erano in programma per lo spettacolo inaugurale del New York City Ballet, l'11 ottobre 1948 al New York City Center of Music and Drama.  Dopo quasi trent'anni, la sua ultima apparizione con la compagnia risale al 1976, nel ruolo di mimo del Don Chisciotte nell'omonimo balletto di Balanchine (Don Chisciotte).

### Televisione e film

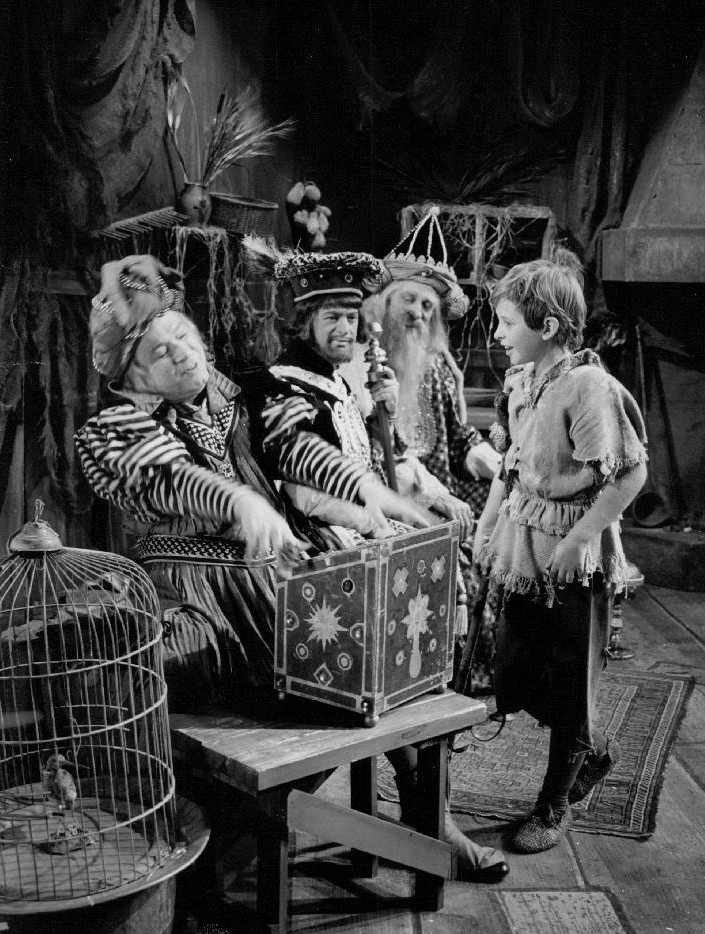
Tre Re e Amahl Amahl e i visitatori notturni 1958

Il talento di Nicholas Magallanes si estese anche oltre il palcoscenico nel regno della televisione e del cinema. Nel 1951 é appao con Tanaquil Le Clercq nel Premier speciale della CBS Televisione. Ha anche danzato nella diretta del primo concerto della prima opera composta per la televisione in America - Amahl and the Night Visitors al debutto dello show Hallmark Hall of Fame per la rete NBC nel ruolo di Pastore Danzante (1951).  Negli anni successivi è stato anche protagonista di diverse altre trasmissioni, tra cui: Camera Three per CBS come Principe Siegfried in Swan Lake (1956), Omnibus in A Midwinter Night's Dream (1961) e episodi de The Bell Telephone Hour per NBC (1962-1964). Le su interpretazioni cinematografiche includevano una collaborazione con Tanaquil Le Clercq che ballava La Valse (1951) e con Louis Falco in una produzione de Dionysus nel ruolo di Pentheus (1963). Nel 1967 ha anche collaborato con Suzanne Farrell, Edward Villella e Francisco Moncion nel A Midsummer Night's Dream di Balanchine ballando il ruolo di Lysander.

### Tecnica e stile

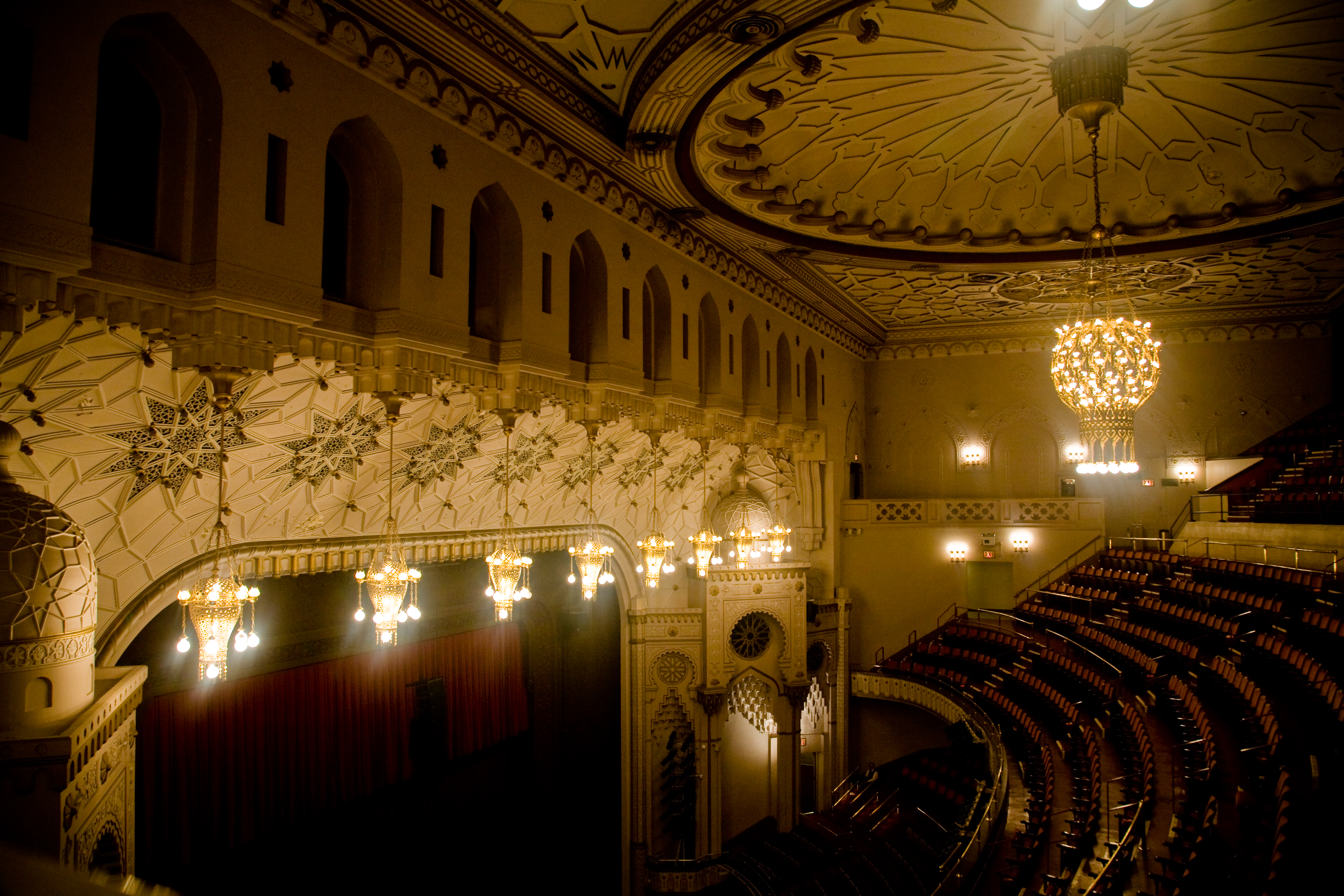
L'auditorium del New York City Center nel 2008

Non atteggiandosi mai a virtuoso, Magallanes aveva un posto sicuro come uno dei partner più affidabili della compagnia, spesso in coppia con Maria Tallchief. In un caso degno di nota, salvò lo spettacolo di apertura di una complessa produzione de Lo Schiaccianoci di Balanchine il 2 febbraio 1954. Balanchine aveva coreografato il grand pas de deux per Tallchief e André Eglevsky, ma alle undici Eglevsky si infortunò alla caviglia e non fu in grado di ballare. Senza un sostituto in attesa, Magallanes imparò la parte tecnicamente impegnativa in una giornata di prove e ballò il Cavalier of the Sugar Plum Fairy con grande successo.
Magallanes era anche un ballerino-attore con doni lirici unici. Un uomo snello. con portamento nobile e tratti espressivi, incarnava l'archetipo balanchiniano dello struggente poeta-amante, apportando una speciale grazia ed un fervore romantico agli eroi malinconici di Serenade, La Valse e La sonnambula. La sua drammatica esecuzione di Orfeo, al fianco di Francisco Moncion come Dark Angel e Maria Tallchief come Euridice, è considerata quella definitiva e non è mai stata superata. Una splendida serie di fotografie del trio, fatte da George Platt Lynes, suggerisce il dramma delle loro interrelazioni.

## Vita privata
Chiamato "Nicky" da tutti quelli che lo conoscevano, Magallanes era molto apprezzato dai suoi colleghi. Era una persona affabile, amichevole, con un sorriso pronto. Uno dei suoi passatempi preferiti era giocare a carte con altri membri della compagnia. Non era raro vedere lui e gli altri a riposo o in tour seduti in un gruppo intenti a un gioco di carte. Magallanes era omosessuale e non è noto nessun legame a lungo termine. Morì di cancro ai polmoni nella sua casa a North Merrick, Long Island. Aveva solo 54 anni.

## Post mortem
Nel 2013, Magallanes comparve come un personaggio in Nikolai and the Others, un'opera teatrale di Richard Nelson prodotta dal Lincoln Center Theatre e presentata al Mitzi E. Newhouse Theatre di New York. Raffigurante un raduno di artisti russi emigrati negli anni '40, la commedia include una scena in cui Balanchine coreografa Orpheus per Magallanes e Tallchief mentre Stravinskij assiste. Magallanes e Tallchief erano interpretati da Michael Rosen e Natalia Alonso; Balanchine era interpretato da Michael Cerveris. La rappresentazione ebbe una breve durata e non fu un successo della critica.